# Miss Grand Internacional 2018
Miss Grand Internacional 2018 fue la 6.ª edición del certamen Miss Grand Internacional, correspondiente al año 2018. La final se llevó a cabo el 25 de octubre en el The ONE Entertainment Park, ubicado en la ciudad de Rangún (Birmania). Candidatas de 75 países y territorios autónomos compitieron por el título. Al final del evento, María José Lora, Miss Grand Internacional 2017 de Perú, coronó a Clara Sosa, de  Paraguay, como su sucesora.

## Resultados
| Posiciones                    | Candidata |
| ----------------------------- | --- |
| Miss Grand Internacional 2018 | - Paraguay - Clara Sosa |
| Primera Finalista             | - India - Meenakshi Chaudhary |
| Segunda Finalista             | - Indonesia - Nadia Purwoko |
| Tercera Finalista             | - Puerto Rico - Nicole Colón |
| Cuarta Finalista              | - Japón - Haruka Oda |
| Semifinalistas (Top 10)       | - España - Patricia López - México - Lezly Díaz - República Dominicana - Mayté Brito - Venezuela - Annis Álvarez - Vietnam - Bùi Phương Nga § |
| Cuartofinalistas (Top 21)     | - Australia - Kimberly Gundani - Brasil - Gabrielle Vilela - Costa Rica - Nicole Menayo - Cuba - Gladys Carredeguas - Kazajistán - Aim Isengalieva - Nueva Zelanda - Hayley Robinson - Perú - Andrea Moberg - Rusia - Taliya Aybedullina - Sri Lanka - Pawani Vithanage - Suecia - Hanna Haag - Tailandia - Namoey Chanaphan |

- § Votada por el público de todo el Mundo vía internet para completar el cuadro de 10 semifinalistas.

### Premios especiales
| Título                  | Candidata                      |
| ----------------------- | ------------------------------ |
| Mejor Traje Nacional    | - Perú - Andrea Moberg         |
| Mejor en Traje de Baño  | - Cuba - Gladys Carredeguas    |
| Mejor en Traje de Gala  | - Tailandia - Namoey Chanaphan |
| Mejor en Redes Sociales | - Indonesia - Nadia Purwoko    |
| Miss Voto Popular       | - Vietnam - Bùi Phương Nga     |

## Áreas de competencia

### Competencia preliminar
El día 22 de octubre, todas las concursantes desfilarán en traje de baño (similares para todas) y en traje de gala elegidos al gusto de cada concursante, durante la competencia preliminar. Ellas también fueron entrevistadas en privado por un jurado preliminar, ante el cual desarrollaron un discurso como parte de lo ronda evaluativa que determinará las finalistas en la noche final.

## Candidatas
75 candidatas compitieron por el título:
(En la tabla se utiliza su nombre completo, los sobrenombres van entrecomillados y los apellidos utilizados como nombre artístico, entre paréntesis; fuera de ella se utilizan sus nombres «artísticos» o simplificados).
| País/Territorio                      | Candidata                                      | Edad | Residencia        |
| ------------------------------------ | ---------------------------------------------- | ---- | ----------------- |
| Albania                              | Klaudia Kalia                                  | 18   | Tirana            |
| Alemania                             | Mona Schafnitzl                                | 24   | Mindelheim        |
| Argentina                            | María Julieta Riveros Weber                    | 20   | Córdoba           |
| Australia                            | Kimberly Gundani                               | 26   | South Melbourne   |
| Bélgica                              | Elisabeth Moszkowicz                           | 26   | Bruselas          |
| Bolivia                              | Elena Antonia Romero Zambrana                  | 19   | Sucre             |
| Brasil                               | Gabrielle Vilela de Souza                      | 26   | Angra dos Reis    |
| Bulgaria                             | Beloslava Slavcheva Yordanova                  | 22   | Sofía             |
| Cabo Verde                           | Priscilla "Prissy" Gomes                       | 25   | Tarrafal          |
| Camboya                              | Dy Lika                                        | 21   | Nom Pen           |
| Canadá                               | Grace Diamani                                  | 25   | Whitby            |
| Chile                                | María Catalina Flores Vargas                   | 23   | Santiago de Chile |
| China                                | Wanxin Xing                                    | 24   | Harbin            |
| Colombia                             | Sheyla Quizena Nieto                           | 21   | Barranquilla      |
| Corea del Sur                        | Choi Min                                       | 26   | Seúl              |
| Costa Rica                           | Nicole Menayo Alvarado                         | 24   | Heredia           |
| Cuba                                 | Gladys Carredeguas Mayor                       | 25   | La Habana         |
| Dinamarca                            | Natasja Kunde                                  | 17   | Copenhague        |
| Ecuador                              | Blanca Stefany Arambulo Pinargote              | 23   | General Villamil  |
| El Salvador                          | Génesis Margarita Fuentes Figueroa             | 24   | San Miguel        |
| Escocia                              | Olivia McPike                                  | 21   | Kirkintilloch     |
| España                               | Patricia López Verdes                          | 19   | Murcia            |
| Estados Unidos                       | Paola Melissa Cossyleon Félix                  | 24   | Chicago           |
| Etiopía                              | Samrawit Azmeraw                               | 23   | Adís Abeba        |
| Estonia                              | Karolin Kippasto                               | 22   | Tartu             |
| Filipinas                            | Eva Psychee Soroño Patalinjug                  | 24   | Cebú              |
| Finlandia                            | Erika Miranda Helin                            | 24   | Helsinki          |
| Gales                                | Lauren Parkinson                               | 23   | Wrexham           |
| Ghana                                | Helen Demay Matey                              | 24   | Somanya           |
| Guadalupe                            | Meghan Monrose                                 | 24   | Saint-Claude      |
| Haití                                | Valérie Alcide                                 | 23   | Pétion-Ville      |
| Hong Kong                            | Eleanor Lam Man-Yee                            | 24   | Hong Kong         |
| India                                | Meenakshi Chaudhary Kumar                      | 21   | Panchkula         |
| Indonesia                            | Nadia Sristi Purwoko                           | 26   | Bengkulu          |
| Inglaterra                           | Christina Ashley Baker                         | 23   | Stoke-on-Trent    |
| Islas Cook                           | Teau Moana McKenzie                            | 23   | Avarua            |
| Islas Vírgenes de los Estados Unidos | Morgan Evans                                   | 27   | Santa Cruz        |
| Jamaica                              | Kadejah Anderson                               | 22   | Kingston          |
| Japón                                | Haruka Oda                                     | 24   | Saitama           |
| Kazajistán                           | Aim Isengalieva                                | 23   | Almatý            |
| Kosovo                               | Songyl Meniqi                                  | 22   | Vushtrri          |
| Laos                                 | Nobphalat Sykaiyphack                          | 21   | Vientián          |
| Líbano                               | Anastasia Abou Mitri                           | 27   | Zouk Mosbeh       |
| Macao                                | Debora Lopes de Oliveira                       | 22   | Ciudad de Macao   |
| Malasia                              | Debra Jeanne Poh Yen Mei                       | 22   | Labuán            |
| México                               | Lezly Viridiana Díaz Pérez                     | 23   | Guadalajara       |
| Moldavia                             | Alexandra Preduş                               | 27   | Bucarest          |
| Mongolia                             | Burte-Ujin Anu                                 | 20   | Ulán Bator        |
| Myanmar                              | Su Myat Poo                                    | 25   | Naipyidó          |
| Nepal                                | Urussa Joshi                                   | 26   | Katmandú          |
| Noruega                              | Maria Kassandra Foss Barbantonis               | 27   | Oslo              |
| Nueva Zelanda                        | Hayley Rose Robinson                           | 26   | Palmerston North  |
| Países Bajos                         | Kimberley Anna Helena Xhofleer                 | 24   | Bolduque          |
| Panamá                               | Gabriela Mornhinweg Domingo-Fung               | 22   | Ciudad de Panamá  |
| Paraguay                             | María Clara Sosa Perdomo                       | 24   | San Lorenzo       |
| Perú                                 | Andrea Moberg Tobies                           | 25   | Iquitos           |
| Polonia                              | Malwina Ratajczak                              | 19   | Szczecin          |
| Portugal                             | Priscilla da Silva Alves                       | 23   | Setúbal           |
| Puerto Rico                          | Nicole Marie Colón Rivera                      | 25   | Caguas            |
| República Checa                      | Kristýna Langová                               | 19   | Bruntál           |
| República Dominicana                 | Clara Mayté Brito Medina                       | 27   | San Cristóbal     |
| Rusia                                | Taliya Nailevna Aybedullina                    | 22   | Uliánovsk         |
| Sierra Leona                         | Fanta Kabia                                    | 21   | Freetown          |
| Sri Lanka                            | Pawani Yuwanthika Vithanage                    | 23   | Colombo           |
| Sudáfrica                            | Misha Christi                                  | 26   | Randfontein       |
| Suecia                               | Hanna-Louise Haag Tuvér                        | 22   | Gävle             |
| Surinam                              | Safina Arva Barsatie                           | 25   | Ámsterdam         |
| Tailandia                            | Moss Namoey Chanaphan                          | 25   | Phuket            |
| Taiwán                               | Tania Tan Yi Rong                              | 26   | Taipéi            |
| Tanzania                             | Queen Mugesi Ainory Gesase                     | 18   | Dodoma            |
| Tartaristán                          | Zulfiya Valeryevna Sharafeeva                  | 24   | Kazán             |
| Ucrania                              | Yana Igorovna Laurinaichute                    | 26   | Kiev              |
| Venezuela                            | Biliannis Guillermina «Annis» Álvarez Chirinos | 20   | Cabimas           |
| Vietnam                              | Bùi Phương Nga                                 | 20   | Hanói             |
| Zambia                               | Isabel Chikoti                                 | 27   | Chingola          |

### Candidatas retiradas
- Azerbaiyán - Aisha Garayeva
- Bahamas - Dannise Bain
- Guatemala - Raquel María Alejandra Escalante Chacón
- Honduras - María Fernanda Amador
- Lituania - Jurate Stasiunaite
- Namibia - Sailey Rail Lucas
- Nicaragua - Laura Ramírez Aguilar
- Rumania - Ana Maria Laura Serban
- Singapur - Chang Ruey Jing

### Candidatas reemplazadas
- Albania - Dashuria Bilaj fue reemplazada por Klaudia Kalia.
- Canadá - Veronica Rodriguez fue reemplazada por Grace Diamani.
- Colombia - Génesis Andrea Quintero Pérez fue reemplazada por Sheyla Quizena Nieto.
- España - Mariola Partida Angulo fue reemplazada por Patricia López Verdes.
- Kosovo - Bernadeta Nikollbibaj fue reemplazada por Songyl Meniqi.

## Sobre los países en Miss Grand Internacional 2018

### Naciones debutantes
- Cabo Verde
- Islas Cook
- Zambia

### Naciones que regresan a la competencia
Compitió por última vez en 2013:
- El Salvador

Compitieron por última vez en 2014:
- Kazajistán
- Kosovo

Compitieron por última vez en 2015:
- Albania
- Ghana

Compitieron por última vez en 2016:
- Moldavia
- Noruega
- Polonia
- Surinam
- Taiwán

### Naciones ausentes
- Bahamas
- Bielorrusia
- Egipto
- Eslovaquia
- Fiyi
- Francia
- Guatemala
- Hungría
- Irlanda del Norte
- Lituania
- Nicaragua
- Nigeria
- Serbia
- Sudán del Sur
- Uganda